# Hansen, Wisconsin
Hansen là một thị trấn thuộc quận Wood, tiểu bang Wisconsin, Hoa Kỳ. Năm 2010, dân số của thị trấn này là 684 người.